# Obafemi Awolowo
Obafemi Awolowo (Ikenne, 6. ožujka 1909. – Ikenne, 9. svibnja 1987.), nigerijski političar.
Pripadao je narodu Yoruba, te je bio njihov politički vođa. Godine 1954. bio je premijer Zapadne regije, a od 1959. je u opoziciji. Od 1962. do 1966. bio je u zatvoru. Izgubio je na predsjedničkim izborima 1979. i 1983. godine.